# Vent
Vent – drugi album studyjny niemieckiej grupy muzycznej Caliban wydany 27 stycznia 2001 nakładem Lifeforce Records. Album został nagrany i zmiksowany w Klangbau Studio w Bochum w czasie od 9 lutego do 6 marca 2001. Nakładem tej samej wytwórni album ukazał się w reedycji w 2005.

## Lista utworów
1. "Entrance" - 1:35
2. "Fire of Night" - 3:12
3. "Love Taken Away" - 3:43
4. "In the Eye of the Storm" - 4:49
5. "About Time and Decisions" - 5:41
6. "Roots of Pain" - 4:41
7. "Happiness in Slavery" - 3:06
8. "Tyranny of Small Misery" - 4:39
9. "For" - 4:47
10. "My Last Beauty" - 4:34
11. "New Kind of Freedom" - 3:59
12. "Sycamore Dreams" - 3:52
13. "Erase the Enemy" - 4:34
14. "Exit" - 1:47

Utwór dodatkowy na japońskiej wersji:
12. "Difficulte'd'etre"

## Twórcy
Skład zespołu
- Andreas Dörner – śpiew
- Denis Schmidt – gitara rytmiczna
- Marc Görtz – gitara prowadząca
- Engin Güres – gitara basowa
- Robert Krämer – perkusja

Udział innych
- Jens Schilling – produkcja muzyczna
- Sarah Bröer – śpiew dodatkowy